# Lockdown Sessions
 (avril 2025).
Lockdown Sessions est le quinzième album studio de la chanteuse française Lara Fabian sorti en décembre 2020, chez Logan Media Entertainment.

## Liste des pistes
| 1.  | Listen To The Silence |  |
| 2.  | I Remember            |  |
| 3.  | Song For A Child      |  |
| 4.  | Le Passage            |  |
| 5.  | Dance Under The Rain  |  |
| 6.  | Reinvention           |  |
| 7.  | Fenomenology          |  |
| 8.  | Feminicide            |  |
| 9.  | Live Your Life        |  |
| 10. | Dichotomie            |  |
| 11. | Introspection         |  |
| 12. | One                   |  |